# Scottoecia
Scottoecia is een geslacht van kreeftachtigen uit de klasse van de Ostracoda (mosselkreeftjes).

## Soorten
- Scottoecia arabica Angel, 2012
- Scottoecia crosnieri (Poulsen, 1969)
- Scottoecia darcythompsoni (Scott, 1909)
- Scottoecia foveolata (Deevey, 1968)
- Scottoecia subrufa (Angel, 1970)